# Rinspeed BamBoo
Der Rinspeed BamBoo ist ein Konzeptfahrzeug des Schweizer Fahrzeugherstellers Rinspeed. Der Wagen wurde auf dem Genfer Auto-Salon 2011 vorgestellt und basiert optisch auf dem Citroën Méhari, einem Freizeitfahrzeugs des französischen Herstellers Citroën. Wie dieser soll der Wagen ein Gefühl von Sommer, Freiheit und Sehnsucht vermitteln.
Angetrieben wird der Wagen von einem 54 kW starken Elektromotor, der ihn auf eine Höchstgeschwindigkeit von bis zu 120 km/h bringt und bei 90 km/h eine Reichweite von 105 Kilometern besitzt. Im Inneren des BamBoo wurden verschiedene Bambusfasern verarbeitet, von denen das Fahrzeug seinen Namen hat. 
Zudem befindet sich an Bord ein faltbares Zweirad.